# Coppa Placci 1998
La Coppa Placci 1998, quarantottesima edizione della corsa, si svolse il 5 settembre 1998 su un percorso di 200 km. La vittoria fu appannaggio dell'italiano Mauro Zanetti, che completò il percorso in 5h02'10", precedendo i connazionali Mirko Celestino e Massimo Donati.
I corridori che presero il via da Imola furono 142, mentre coloro che tagliarono il traguardo di San Marino furono 35.

## Ordine d'arrivo (Top 10)
| Pos. | Corridore          | Squadra                    | Tempo    |
| ---- | ------------------ | -------------------------- | -------- |
| 1    | Mauro Zanetti      | Vini Caldirola-Longoni Sp. | 5h02'10" |
| 2    | Mirko Celestino    | Team Polti                 | a 12"    |
| 3    | Massimo Donati     | Saeco-Cannondale           | a 13"    |
| 4    | Stéphane Heulot    | La Française des Jeux      | a 16"    |
| 5    | Marco Bellini      | Cantina Tollo-Alexia All.  | a 20"    |
| 6    | Filippo Simeoni    | Asic-C.G.A.                | a 30"    |
| 7    | Marco Vergnani     | Kross-Selle Italia         | a 42"    |
| 8    | Luca Mazzanti      | Cantina Tollo-Alexia All.  | a 52"    |
| 9    | Sandro Giacomelli  | Amore & Vita-Forzarcore    | a 1'40"  |
| 10   | Claudio Chiappucci | Amica Chips                | a 1'41"  |